# Souaken
Souaken (en àrab السواكن, as-Swākin; en amazic ⵙⵡⴰⴽⵏ) és una comuna rural de la província de Larraix, a la regió de Tànger-Tetuan-Al Hoceima, al Marroc. Segons el cens de 2014 tenia una població total de 12.632 persones.